# Жълтоглаво попче
Жълтоглавото попче (Gobius xanthocephalus) е вид лъчеперка от семейство Попчеви (Gobiidae).

## Разпространение
Видът е разпространен в Гибралтар, Грузия (Абхазия), Европейска част на Русия, Испания (Балеарски острови и Канарски острови), Италия, Монако, Португалия (Мадейра), Украйна (Крим) и Франция.